# Эвакуационный выход

Пиктограмма

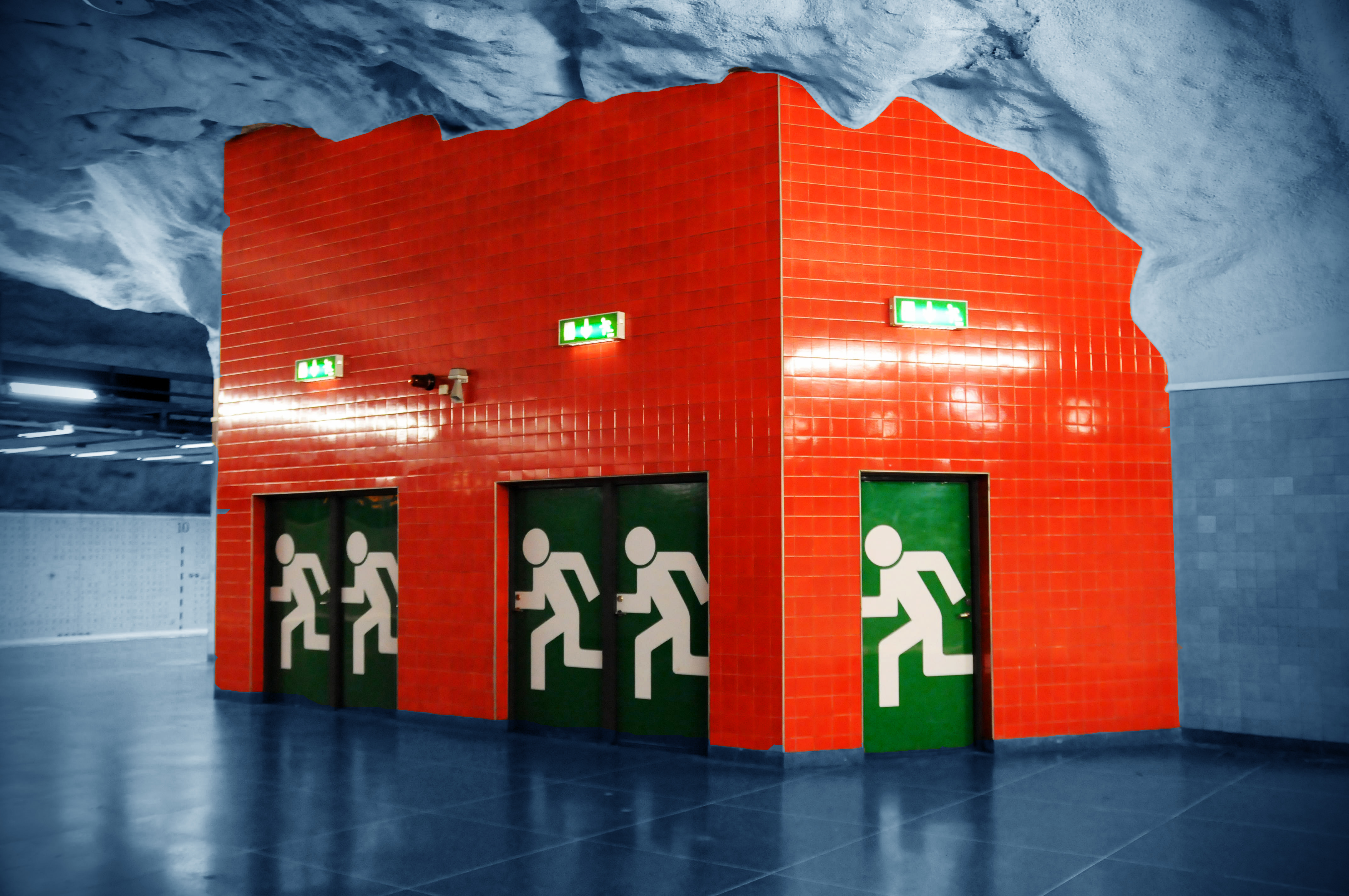
Эвакуационный выход в Стокгольмском метрополитене

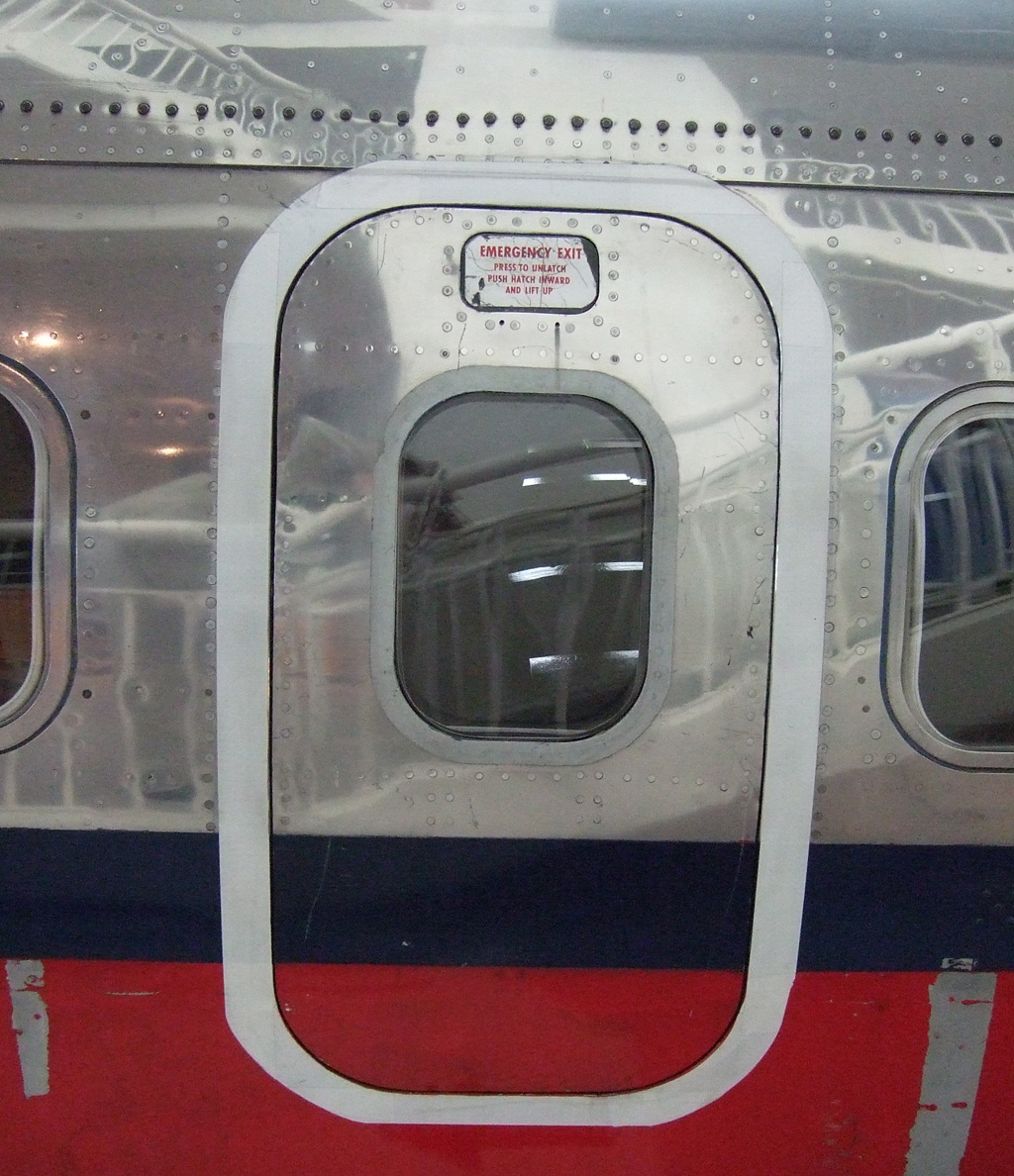
Эвакуационный выход над крылом Boeing 737

Эвакуационный выход — выход (в здании или сооружении), ведущий на путь эвакуации, непосредственно наружу или в безопасную зону.
Аварийный выход — выход, не отвечающий требованиям эвакуационного и не учитывающийся при эвакуации, но предусматривающийся для повышения безопасности при пожаре или другой аварии. В средствах массовой коммуникации встречается словосочетания — «Запасный выход», «Запасной выход».

## Эвакуационные и аварийные выходы в зданиях
Количество и ширина эвакуационных выходов рассчитывается исходя из количества людей в здании и удалённости этих выходов от мест возможного пребывания людей. Эвакуационный выход с первого этажа, а также подвальных и цокольных этажей должен вести непосредственно на улицу, а со вторых и более высоких этажей — через лестничные клетки и внешние лестницы. Части здания, отделённые противопожарными перегородками, должны иметь собственные выходы. Направление эвакуации должно обозначаться знаками, имеющими подсветку от сети аварийного освещения, собственного источника аварийного электропитания, либо нанесёнными люминесцентной краской.
По требованиям СНиП РФ от 21.07.97, высота эвакуационного выхода должна быть не менее 1,9 м, а ширина не менее 1,2 м при количестве человек в помещении от 15 до 50, и не менее 0,8 м при максимальном количестве человек в помещении не больше 15. На технологических этажах допускаются эвакуационные выходы высотой не менее 1,8 м, в случае использования этих этажей только для прокладки коммуникаций допускается наличие только аварийных выходов размером 0,75×1,5 м, либо люков размером 0,6×0,8 м. Этажи здания разных классов, включая офисные, как правило, должны иметь два эвакуационных выхода. Число эвакуационных выходов из здания должно соответствовать или быть большим, чем количество выходов с любого из этажей здания.

## Аварийный выход на транспорте
В общественном транспорте должны предусматриваться выходы для случаев, когда рабочие выходы не могут использоваться в штатном режиме:
- двери с дистанционным управлением должны иметь механизм экстренного открытия в непосредственной близости от двери;
- транспортные средства должны оснащаться аварийными выходами через окна и люки. Для выхода через окна может предусматриваться молоток, которым следует разбить стекло.
- В авиации для эвакуации пассажиров с воздушного судна используются аварийные трапы, а также выходы на крыло самолёта.